# Lumparland
Lumparland ist eine Gemeinde in der autonomen finnischen Provinz (finnisch: Lääni) Åland. Sie liegt im Südosten von Ålands Hauptinsel Fasta Åland, etwa 30 Kilometer östlich der Provinzhauptstadt Mariehamn.
Lumparland ist mit 360 Einwohnern (Stand 31. Dezember 2022) die kleinste Gemeinde der Hauptinsel und nimmt eine Fläche von 36,29 Quadratkilometern ein. Wie auf ganz Åland ist Schwedisch die offizielle Sprache.

## Wirtschaft
Die traditionellen Wirtschaftszweige der Landwirtschaft und der Fischerei sind heute weitgehend durch unmittelbar oder mittelbar mit dem Fremdenverkehr zusammenhängende Berufe verdrängt worden. Im Jahr 2003 waren rund 28 Prozent der berufstätigen Einwohner Lumparlands im Dienstleistungssektor und rund 26 Prozent in Transport und Fernmeldewesen beschäftigt. Zu den großen Wirtschaftsfaktoren gehört der Hafen Långnäs, an dem viele Schiffe des Fährverkehrs zwischen Finnland und Schweden anhalten, um den steuerfreien Einkauf zu ermöglichen.

## Ortschaften
Zu der Gemeinde gehören die Orte Klemetsby, Krokstad, Lumparby, Lumpoby, Norrboda, Skag und Svinö.

## Sehenswürdigkeiten
Die St.-Andreas-Kirche aus den 1730er Jahren ist die älteste noch existierende Holzkirche Ålands.